# Lac Manasarovar
Le lac Manasarovar (du sanskrit : मानस सरोवर, Manasa Sarovar, translittéré en chinois : 玛那萨罗瓦 ; pinyin : mǎnàsàluówǎ), ou Mapam Yumco  (tibétain : མ་ཕམ་གཡུ་མཚོ་, Wylie : Ma-pham g.yu-mtsho), translittéré en chinois : 玛旁雍错 ; pinyin : mǎpáng yōngcuò), est un lac d'eau douce de la région autonome du Tibet en Chine, considéré comme un lieu sacré à la fois au Tibet et en Inde. Il est situé dans la préfecture de Ngari, à plus de 1 600 km à l'ouest de Lhassa. Il est séparé du lac Rakshastal, son proche voisin occidental, par une bande de terre de seulement quelques kilomètres de largeur, et est surplombé par le mont Kailash, une trentaine de kilomètres plus au nord.

## Géographie
Le lac Manasarovar est situé à une altitude d'environ 4 590 m, légèrement plus élevé que son voisin le lac Rakshastal (4 575 m). C'est l'un des lacs le plus élevé du monde (avec le lac Tsomoriri au Laddakh = 4 595 m). Ses dimensions sont de l'ordre de 20 km, sa circonférence de 80 km, sa profondeur de 90 m et sa superficie totale d'environ 395 km2.

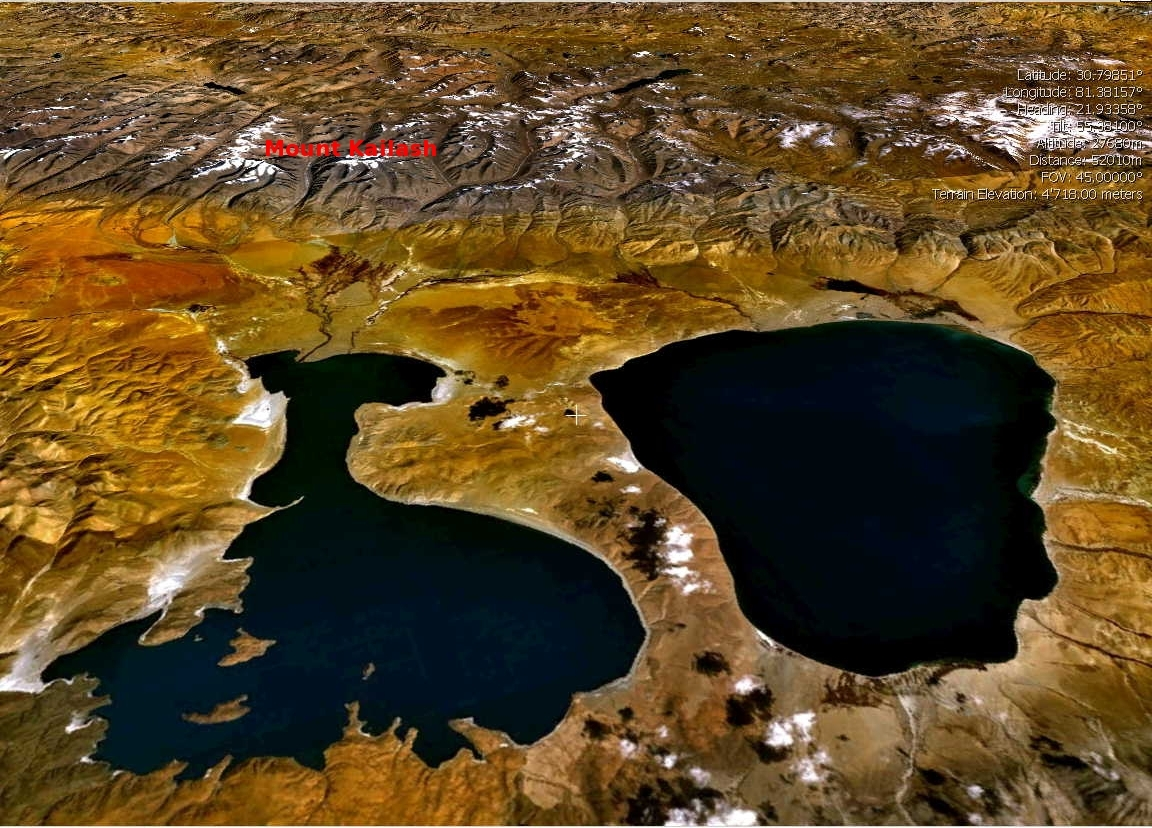
Vue satellite des lacs Rakshastal (à gauche) et Manasarovar (à droite), avec le mont Kailash à l'arrière-plan.

Manasarovar déborde dans le lac endoréique d'eau salée de Rakshastal via le canal naturel Ganga Chhu. Quatre fleuves prennent leur source dans son voisinage proche : au Nord l’Indus, à l’Ouest la Sutlej, affluent de l’Indus, au Sud la Karnali (Ghaghara en Inde), affluent du Gange et à l’Est le Brahmapoutre (appelé Yarlung Zangbo au Tibet).

## Religion
Comme le mont Kailash, le lac Manasarovar est un lieu de pèlerinage pour de nombreux fidèles venant de l'Inde, du Tibet ou des autres pays voisins. C'est en effet un lac sacré dans les religions hindouiste, bouddhiste, jaïniste et bön. İl est le lac des forces invincibles des Bouddhas pour les tibétains, et l’émanation de l’esprit de Brahmā, créateur de l’univers, pour les İndiens. C’est pourquoi il est appelé Manasarovar en sanskrit, combinaison des mots manas (esprit) et sarovar (lac).
Il constitue une des trois étapes du pèlerinage complet avec le mont Kailash et le site de Thirtapuri. Certains pèlerins en font le tour complet (kora). Ses eaux sont renommées comme étant d'un très grand bénéfice spirituel : les pèlerins hindouistes s'y immergent, mais pas les bouddhistes qui eux en boivent, ce qui est également considéré comme excellent pour la santé et la longévité. Un proverbe tibétain dit : « Les hindous se lavent l'extérieur pendant que les bouddhistes se lavent de l'intérieur ».
Une partie des cendres du Mahatma Gandhi a été dispersée dans ses eaux.

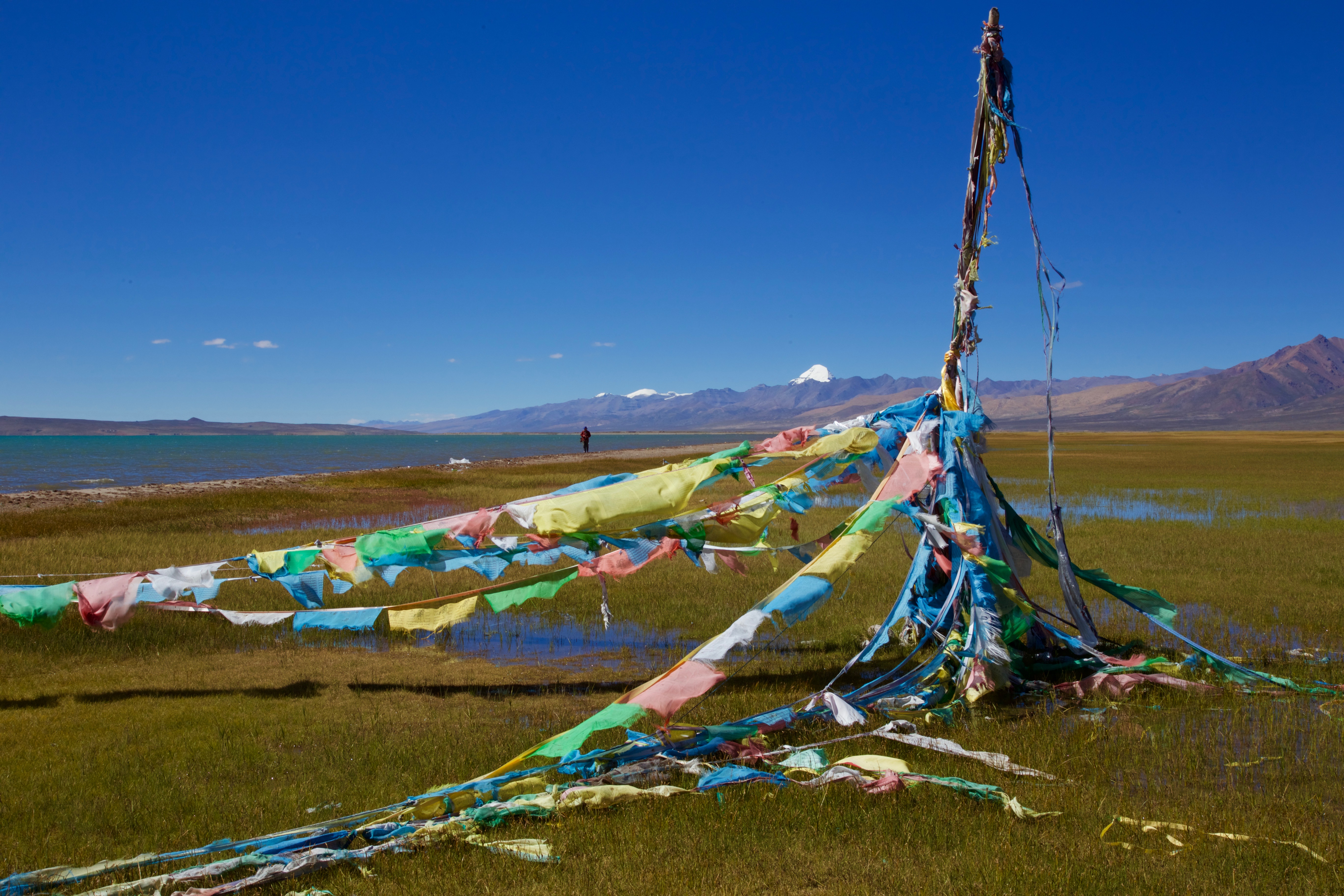
Drapeaux de prières devant le Manasarovar et le mont Kailash.
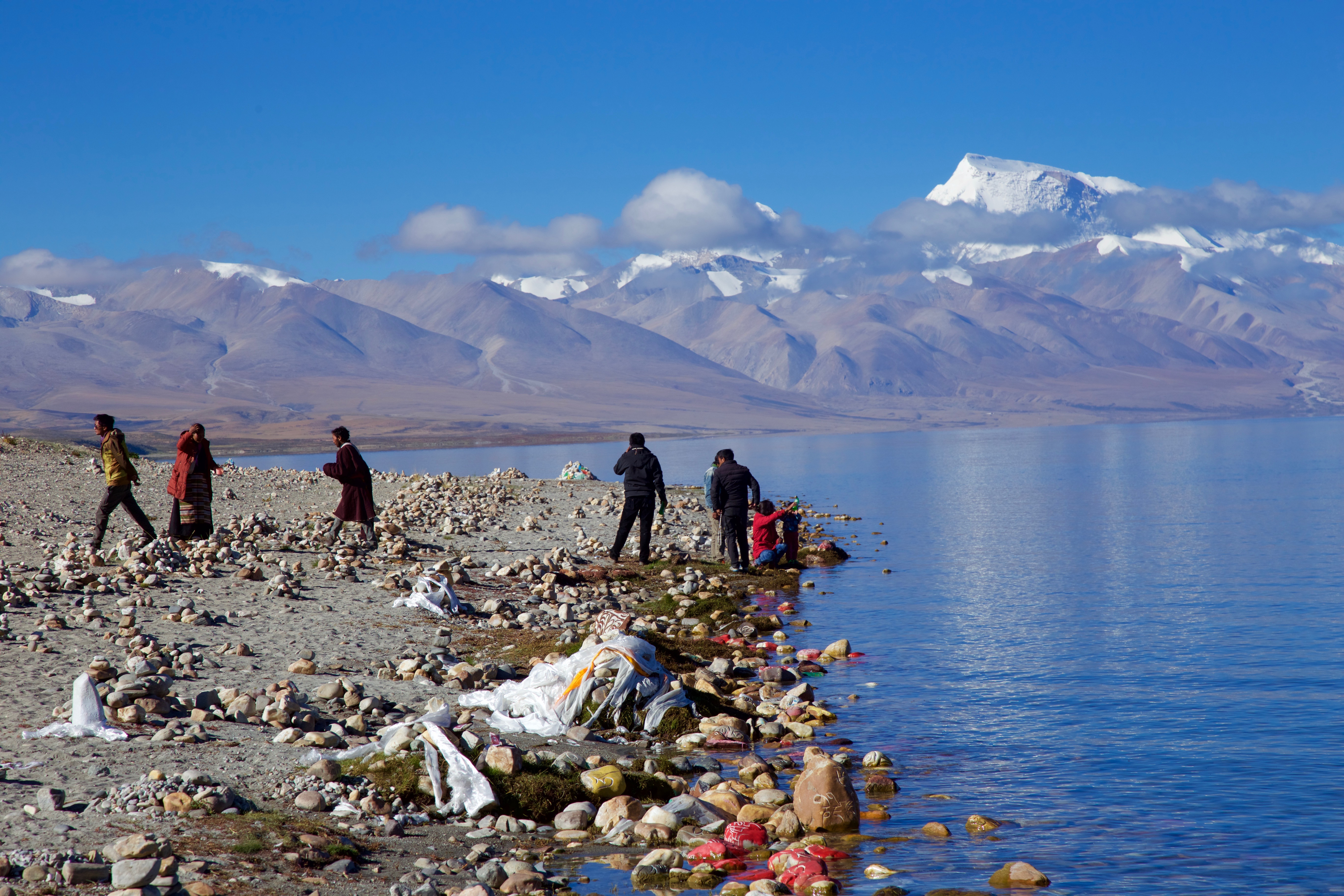
Pèlerins tibétain recueillant de l'eau sacrée du Manasarovar devant le Gurla Mandhata.

Il est vénéré depuis des temps immémoriaux. Il représente les eaux primordiales de l’univers. Le lac Manasarovar symbolise la lumière, le soleil tandis que le lac Rakshastal est la demeure des puissances des ténèbres. Ce dernier est d’ailleurs fui en général par les pèlerins. Les Tibétains scrutent attentivement le niveau du canal qui relie les deux lacs pour évaluer l’état du pays et de ses habitants, or pendant une bonne partie du XXe siècle, le canal encroûté de sel fut à sec, au point que Sven Hedin douta de son existence. L’eau s'est depuis remise à couler, ce que certains relient à une plus grande liberté religieuse au Tibet.
Le spectaculaire environnement du lac, coincé entre deux chaînes de montagnes, est l’un des plus beaux du Tibet. Au Nord se trouve la chaîne Kang Tise, avec le Kailash, habitat de la déité Demchok et de sa compagne Dorje Phagmo, symbolisant la compassion et la sagesse. Le Kailash et le Manasarovar symbolisent le père et la mère de la terre. Au sud, se dresse la chaîne du Gurla Mandhata ou Memo Nani (7 694 m), la troisième plus haute montagne entièrement en territoire tibétain (après le Shishapangma 8 012 m et le Namche Barwa 7 756 m). Également appelé Memo Namgyal (fils de la victoire), il est la demeure de Lhamo Yangchen, divinité femelle très importante pour les fermiers de la région.
Détruits pendant la révolution culturelle, certains des huit anciens monastères du lac ont été reconstruits depuis. On peut citer Seralung Gompa à l'est, le monastère de Trugo sur la rive sud, puis l’ermitage de Gossul Gompa sur la rive ouest, et le monastère Chiu Gompa sur la rive nord du lac.

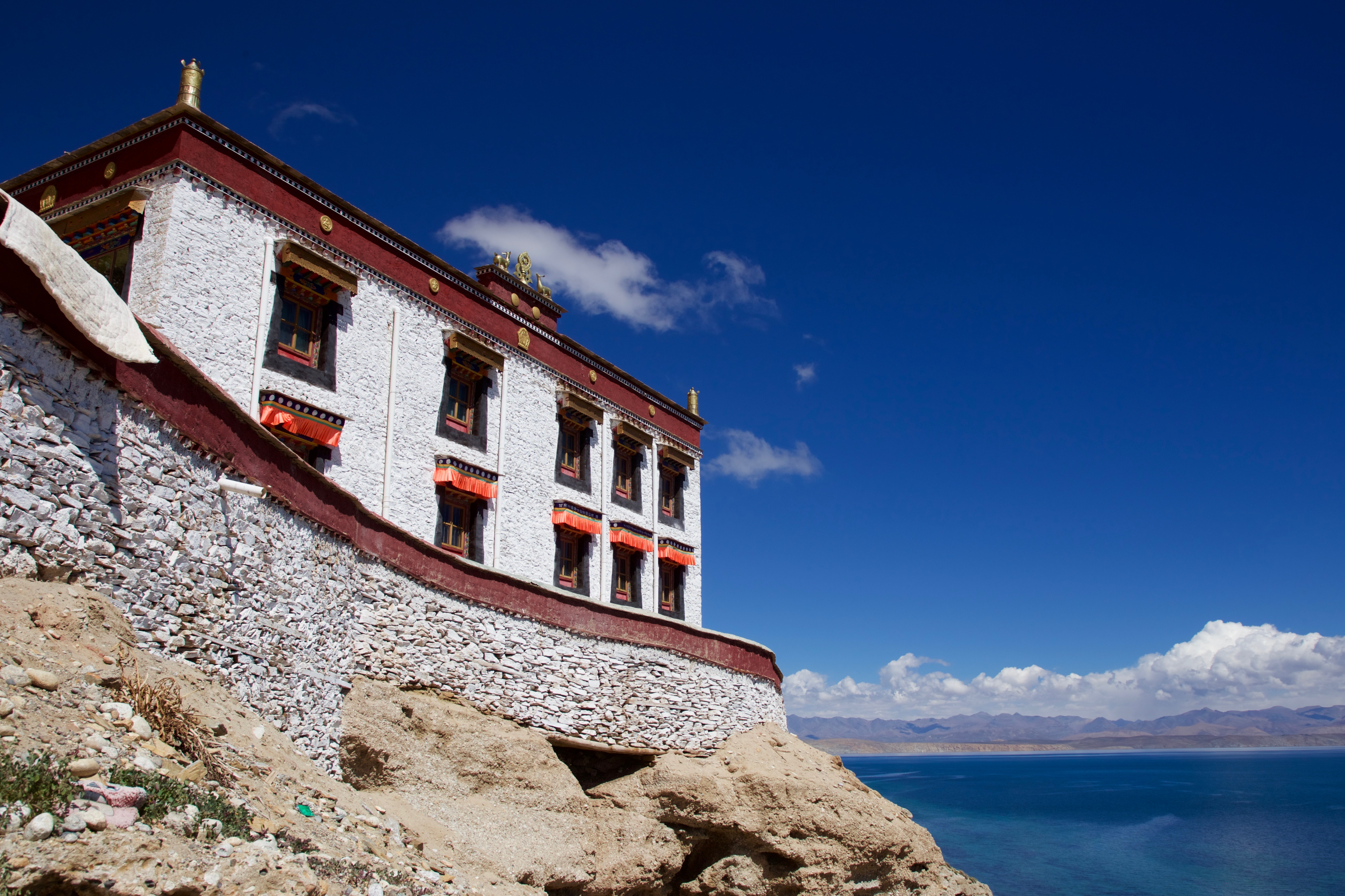
Gossul gompa.
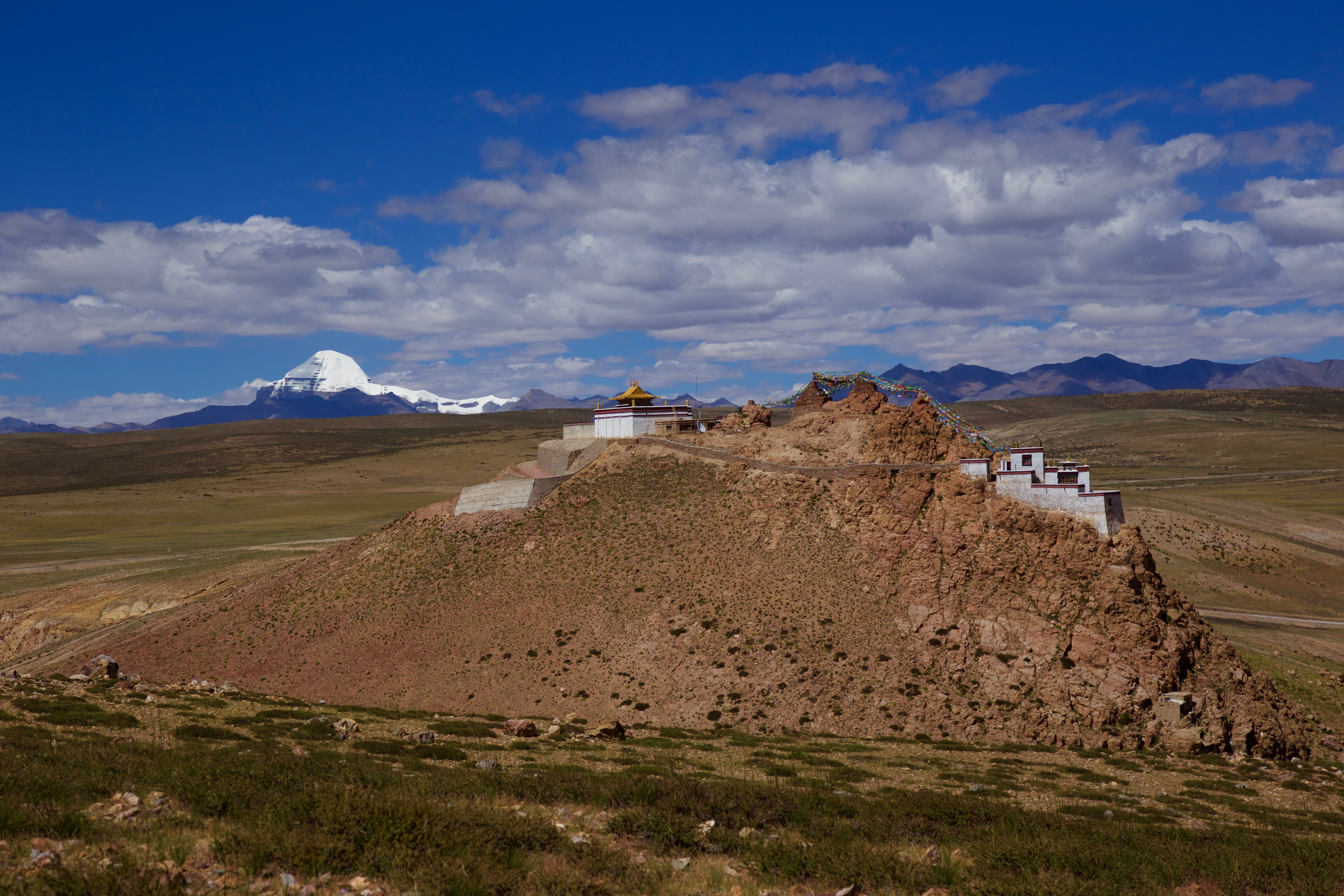
Chiu gompa.

## Sources
- (en) The Holy Manasarovar Lake (Kailashzone Charitable Foundation)
- (en) Mount Kailash: The Holy Mountain
- Le Guide du routard Népal Tibet, Hachette, 2007  (ISBN 2-01-240583-5)